# 李翰 (嘉靖進士)
李翰（1483年—？年），字師召，四川敘州府宜賓縣人，民籍。

## 生平
治《詩經》，四川鄉試第二十五名舉人，年四十一歲中式嘉靖二年（1523年）癸未科會試第一百七十七名，第三甲第一百八十九名進士。四年任湖广监利县知县。

## 家族
曾祖李忠，府知事。祖父李峻。父李景和。母師氏。具庆下。